# Soustava MKS
Soustava MKS (jiné názvy: soustava jednotek MKS, systém (jednotek) MKS, systém / soustava (jednotek) mks, MKS, mks, také metr-kilogram-sekunda) je systém fyzikálních jednotek, který vyjadřuje každé dané měření použitím základních jednotek metr, kilogram a/nebo sekunda.
Z historického hlediska soustava MKS nahradila soustavu CGS a položila základ pro vznik soustavy SI, která se nyní používá jako mezinárodní standard. Soustava MKS používala i jiné základní jednotky než metr, kilogram a sekunda a odvozené jednotky.